# Carol Huynh
Carol Huynh (ur. 16 listopada 1980 w Hazelton, Kolumbia Brytyjska) – kanadyjska zapaśniczka startująca w kategorii do 48 kg w stylu wolnym, mistrzyni olimpijska, czterokrotna medalistka mistrzostw świata.
Największym jej sukcesem jest złoty medal igrzysk olimpijskich w Pekinie w kategorii do 48 kg. Jest także brązową medalistką igrzysk olimpijskich w Londynie (kategoria 48 kg) oraz wicemistrzynią świata z 2001 roku i trzykrotną brązową medalistką. Druga w Pucharze Świata w 2006; trzecia w 2003 i 2004; czwarta w 2009 i siódma w 2012. Mistrzyni uniwersjady w 2005 roku.